# Kuala Gaung
Kuala Gaung is een bestuurslaag in het regentschap Indragiri Hilir van de provincie Riau, Indonesië. Kuala Gaung telt 1251 inwoners (volkstelling 2010).